# Ordine della Danica Hrvatska
L'Ordine della Danica Hrvatska (Stella croata) è un'onorificenza concessa dalla Croazia. Esso è il tredicesimo ordine statale di benemerenza.

## Storia
L'Ordine è stato fondato il 10 marzo 1995.

## Classi
L'Ordine dispone dell'unica classe di Cavaliere/Dama di Gran Croce.

## Assegnazione
L'Ordine è conferito a cittadini croati e stranieri per premiare meriti nei campi di cultura, economia e business, scienze, innovazione, sport, salute, welfare, promozione dei valori sociali ed educazione.

## Insegne
- Nella "medaglia" sono presenti i volti di grandi uomini croati a seconda del campo di merito dell'insignito:
  - Marco Marulo: cultura
  - Blaž Lorković: business/economia
  - Ruggiero Giuseppe Boscovich: scienze
  - Nikola Tesla: innovazione
  - Franjo Bučar: sport
  - Katarina Zrinska: salute, benessere sociale e promozione dei valori morali
  - Antun Radić: istruzione
- Il nastro è un tricolore rosso, bianco e blu.